# Viola woroschilovii
Viola woroschilovii är en violväxtart som beskrevs av Bezd.. Viola woroschilovii ingår i släktet violer, och familjen violväxter. Inga underarter finns listade i Catalogue of Life.